# 唐勳 (正德進士)
參數所指定的目標頁面不存在，建議更正成存在頁面或直接建立下列一個頁面（建立前請先搜尋是否有合適的存在頁面可以取代）：
- 唐勋

唐勳（1479年—？），字汝立，广东惠州府歸善縣人，民籍，明朝政治人物。

## 生平
弘治十七年（1504年）廣東鄉試第四十五名舉人，正德三年（1508年）中式戊辰科會試第二百六十六名，三甲第一百七十五名進士。授靖江县知县，改知休宁县，八年（1513年）饶州贼寇逼城，唐勳出死力防御，贼寇既散复聚，而唐勳已任满报政去，闻之急还休宁，率壮士与贼战于黄茅，奋战歼灭之，纪功使上奏其事，徵为河南道御史。巡视苏松盐屯，屡疏留都仓场屯田，及宦戚赐予差遣诸弊，明武宗多采用。唐勳素多病，乞归而卒。

## 家族
曾祖唐彦弼；祖父唐琼；父唐仪，母刘氏。具庆下。弟唐烈、唐昭、唐光、唐杲、唐碩。